# 2016年歐洲國家盃球迷騷亂
2016年歐洲國家盃球迷騷亂（英語：Euro 2016 Riots）是指法國於舉行2016年歐洲國家盃期間，在多個主辦城市及其比賽場館內所發生的一連串球迷騷亂事件。
同時這次事件是海塞爾球場慘劇31年後，經濟損失最嚴重、騷亂總面積最大的騷亂。
同時在法國巴黎的勞工因為反對勞動法改革法案對資方有利，而在巴黎舉行大罷工，而且石油、核能、鐵路相關的行業也加入罷工的行列，造成生活大受影響，讓法國防暴警察忙上加忙。

## 地點及影響
截至2016年6月22日，已有五個城市爆發衝突，共至少造成四十人受傷。

### 馬賽球迷衝突

#### 第一次衝突
2016年6月9日，英格蘭俄羅斯分組賽開始前，有英格蘭球迷於馬賽舊港區叫囂：「伊斯蘭國，你們在哪？」由於當地北非裔人口眾多，此種族歧視的說話觸怒了當地的法國人，部份英格蘭人與當地人爆發街頭衝突。在開賽前幾小時，滋事者投擲大量玻璃樽與膠椅，亦有支持不同國家隊的球迷互相追逐毆鬥，有人受傷倒地，一個中年男人被打至不省人事，一個英格蘭球迷則心臟病發。防暴警察其後施放催淚氣體驅散兩幫人，便衣警察更使用警棍和電槍以驅散滋事者。法國國家警察指打鬥約涉150人，有兩名英球迷受傷，又指另約有250名英格蘭球迷在一間酒吧外，向警員掟啤酒罐和叫囂，至少兩人被捕，4名警員受輕傷。歐洲足球協會對事件表示遺憾，但有信心當局會確保外地球迷安全。

#### 第二次衝突
6月11日，英格蘭對俄羅斯分組賽結束後，部份俄羅斯球迷追打英格蘭球迷，英國有球迷更指部份俄羅斯人持有利刀，雙方大打出手，有人被撞到地上，遭亂腳踢頭，亦有俄羅斯球迷撕毀英格蘭國旗。部份英格蘭人要由歐洲足球協會派駐在韋洛德羅姆球場的大會工作人員護送離開。及後法國警方趕至，用水炮驅散人群。俄羅斯球迷一共參與包括聚眾鬧事、種族歧視及在球場燃放煙火等違規行為。法國當局已在馬賽維羅德姆球場體育場內外共部署了1,000名警員和1,100名保安維持秩序，另有850名消防人員待命。這些安保措施不僅用於預防恐怖主義威脅，也旨在應對足球流氓的暴力挑釁。

#### 第三次衝突
6月18日，匈牙利對冰島開賽前，韋洛德羅姆球場有大批身穿黑衣的匈牙利球迷企圖爬過圍欄，到另一個區域會合另一批匈牙利球迷，被場內人員阻止，雙方爆發衝突，場內亦有人打鬥。警員到場施放化學噴劑，又用警棍驅趕滋事者及維持秩序。衝突未有影響賽事舉行，當局事後在匈牙利球迷看台加派防暴警員戒備，防止再有球迷滋事。但在臨完場前，有匈牙利球迷向球場投擲煙花，匈牙利面臨被歐洲足球協會處分。

#### 第四次衝突
6月21日，幾千名波蘭球迷在舊港區、韋洛德羅姆球場附近的街上飲酒和叫囂，大批波蘭球迷賽事舉行前在舊港區遊行，指要捍衛歐洲文化。兩批波蘭球迷突然發生衝突，有目擊者說，衝突疑似有計劃地策動，亦有人說，有人高呼極右民族主義口號後，開始進行襲擊。警方其後到場施放催淚氣體，又出動水砲驅散球迷，便衣警員手持警棍和胡椒噴霧在場戒備。期間警方拘捕多人警方則指，衝突涉及波蘭流氓組織。

### 尼斯球迷衝突
6月11日，北愛爾蘭對波蘭賽事前夕，雙方球迷遭當地人及法國球迷襲擊，多人受傷。
冲突发生的地点在尼斯著名的海滨大道上，大量北爱尔兰队及波兰队球迷来到这里，等待两队之间的比赛。其时，在马塞纳广场附近，一伙尼斯当地青年试图挑起两队球迷间的矛盾，但两队球迷并没有发生冲突，而是共同将矛头指向这伙当地青年。场面一度陷入混乱，最终出动了防暴警察才将冲突平息下来。
次日凌晨2点，一位来自北爱尔兰巴利米納的球迷名从法国尼斯市的一处海滨大道上坠亡，年仅25岁。不过，这名球迷的死亡是否与比赛之前尼斯市发生的球迷冲突事件有直接关系，还有待进一步调查。

### 里耳球迷衝突

#### 第一次衝突
6月12日，烏克蘭對德國賽事前夕，雙方球迷於里耳街頭衝突，最少造成兩人受傷。

#### 第二次衝突
6月15日，俄羅斯對斯洛伐克之賽事結束後，約二百名英格蘭球迷在舉行賽事的里耳街頭聚集，部份人情緒高漲，唱歌諷刺俄羅斯落敗，又破壞街道上的汽車，如打碎汽車的擋風玻璃。法國警方其後採取行動施放催淚彈驅散。及後，聚集的英格蘭球迷愈來愈多，更跟警方對峙。警方其後拘捕多名球迷，指他們涉嫌擾亂公共秩序。

### 巴黎球迷衝突

#### 第一次衝突
6月12日，有巴黎圣日耳曼的支持者於巴黎襲擊土耳其球迷，部份滋事者更展示「土耳其球迷並不受歡迎」（Turkish fans are not welcome）的挑釁性標語。

#### 第二次衝突
6月15日，9個波蘭球迷在特羅卡德羅襲擊10名德勒斯登迪納摩的球迷。

#### 第三次冲突
7月10日葡萄牙对阵法国的决赛开赛前，尝试进入埃菲尔铁塔球迷广场的球迷爆发冲突，警方出动防止踩踏事故发生。

### 聖德田球迷衝突
6月17日，在聖德田的捷克對克羅地亞分組賽中，有部份克羅地亞球迷在賽事臨完場前，向球場投擲雜物和多枚煙花，有煙花更落在球場草地，賽事一度被迫暫停幾分鐘，期間有克羅地亞球迷互相打鬥及涉嫌作出種族歧視行為，需在場的歐洲足球協會人員調停及清理相關雜物。

### 全部事件的總結
包含種族歧視、丟煙花到球場、互相打鬥、警察勸架反被毆打等，其中俄羅斯的暴動者可能是經過挑選才到法國騷動的，英國儘管預防性的禁止2000名球迷出國還是無法防止此事。同時也凸顯出出安檢漏洞，因為再加上2015年11月經歷過巴黎恐襲，不少質疑法國經歷過恐襲爲何易燃物品如煙花還是會順利通過安檢進入球場。

### 衍生事件
因為這起事件，讓外國媒體猜想主辦2018年世界盃的俄羅斯要怎麼防範這種事情，其中俄羅斯的黑幫訓練「女暴力團」，用「以暴制暴」的方式防止在2018年世界盃足球賽時足球流氓鬧事，並且「在2018年的世界盃，我们将恭候外国客人们」。

## 官方的處置
雖然此次騷亂規模面積較大，但是沒有像海塞爾球場慘劇般嚴重，不過仍然作出相關處置如下：
- 警告相關球隊，期間內再出現球場內鬧事的情形且未盡力阻止就可能取消資格，情節嚴重者可能無法參與下屆歐洲盃。
- 对俄羅斯隊罰款15萬歐元。[17]
- 對克羅埃西亞隊罰款10萬歐元，克羅埃西亞同時禁止將門票賣給有足球流氓前科的人。[18]
- 部分參與騷亂的人士被判刑入獄。
- 不論是否受到法律制裁，部分參與騷亂的球迷2年内禁止進入法國。
- 法國政府對相關城市的賽場周邊敏感區域下達禁止販賣酒類的命令以防酒後鬧事。

同時英格蘭隊的隊員警告球迷不要再惹麻煩。
取消資格的案例在31年前的海塞爾球場慘劇时曾發生，利物浦被禁賽6年（原本為無限期，后改为10年，最終6年），英格蘭其他球隊被禁賽5年。
同時在巴黎，反對勞動法改革法案對資方有利在巴黎舉行大罷工，甚至石油（有些加油站因為沒有汽油而暫時關閉）、核能（法國超過70%電力來自核能）、鐵路（重要運輸工具）相關的也加入罷工行列，形成生活大受影響的情況，讓法國各單位忙上加忙。